# Alison Lurie
Pour les articles homonymes, voir Lurie.
Alison Lurie, née le 3 septembre 1926 à Chicago dans l'Illinois et morte le 3 décembre 2020 à Ithaca dans l'État de New York, est une romancière et une universitaire américaine. Elle a reçu le prix Pulitzer pour son roman Liaisons étrangères (Foreign Affairs, 1984) et le prix Femina étranger pour son roman La Vérité sur Lorin Jones (The Truth about Lorin Jones, 1988). Ses romans se distinguent par une critique piquante de la société occidentale contemporaine, et notamment des milieux intellectuels. Bien que plus connue en tant que romancière, elle a également écrit de nombreux ouvrages non romanesques.

## Biographie
Alison Lurie, bien que née à Chicago dans l'Illinois, a grandi à White Plains, dans l’État de New York. Elle obtient son diplôme du Radcliffe College en 1947. L’année suivante, elle épouse Jonathan Peale Bishop, critique et essayiste.
Son premier roman, Les Amours d'Emily Turner (Love and Friendship, 1962), fut suivi par La Ville de nulle part (The Nowhere City, 1965) qui se passe à Los Angeles en Californie, où Lurie a vécu de 1957 à 1961. Deux romans situés en Nouvelle-Angleterre sont parus en 1967 et 1969 : respectivement Des amis imaginaires (Imaginary Friends) et Des gens comme les autres (Real People). Des amis imaginaires, qui porte sur un groupe de fanatiques versés dans le spiritualisme, et qui s’inspire de l'étude sociologique de Leon Festinger,  L'Échec d'une prophétie, a donné lieu à une série télévisée pour Thames Television en 1987. En 1974, Lurie a publié Conflits de famille (The War between the Tates), qui se déroule dans « l'université de Corinth » (ressemblant beaucoup à l'université réelle de Cornell) et met en scène un professeur, sa jeune maîtresse et son épouse bafouée ; ce livre a été adapté en téléfilm pour NBC. Comme des enfants (Only Children, paru en 1979) se situe dans la Nouvelle-Angleterre des années 1930.
En 1982, elle obtient la "Mention" Premio Grafico Fiera di Bologna per la Gioventù, de la Foire du livre de jeunesse de Bologne (Italie) pour son ouvrage jeunesse Fabulous beasts, illustré par Monika Beisner.
Son roman le plus célèbre, Liaisons étrangères (Foreign Affairs, 1984), décrit des universitaires américains venus passer six mois à Londres en Angleterre, et a également été adapté en téléfilm. La Vérité sur Lorin Jones (The Truth about Lorin Jones, 1988) porte sur les difficultés d'une biographe. Un été à Key West (The Last Resort, 1998) se situe à Key West en Floride. Son dernier roman, Vérité et conséquences (Truth and Consequences, 2005), qui se passe dans une ville et une université similaires à Ithaca et Cornell respectivement, est centré sur deux couples faisant face, tant bien que mal, aux rôles de malade et garde-malade.
En 2001, Alison Lurie a publié un essai, Familiar Spirits, racontant son amitié d’une décennie avec le poète James Merrill (1926-1995) et son compagnon David Jackson (1922-2001). Lurie relate les encouragements reçus de Merrill et Jackson pour écrire dans les années 1950, une décennie où elle a souffert de beaucoup de rejets d’éditeurs.
Alison Lurie a également été très active comme rédactrice de littérature enfantine. Elle était corédactrice de la série Garland Library of Children's Classics (73 volumes). Elle a enseigné la littérature, le folklore et l'écriture à l'université de Cornell de 1968 à 2006 et elle est mariée à l'écrivain Edouard Hower. Elle partage son temps entre New York, Londres et Key West où elle passe tous ses étés depuis 1979.
Elle meurt le 3 décembre 2020 à Ithaca dans l'État de New York à l'âge de 94 ans.

## Œuvres

### Romans
- Les Amours d'Emily Turner (Love and Friendship, 1962), Paris, Rivages, 2006.
- La Ville de nulle part (The Nowhere City, 1965), Paris, Rivages, 1988.
- Des amis imaginaires (Imaginary Friends, 1967), Paris, Rivages, 1991.
- Des gens comme les autres (Real People, 1969), Paris, Rivages, 1991.
- Conflits de famille (The War Between the Tates, 1974), Paris, Rivages, 1990.
- Comme des enfants (Only Children, 1979), Paris, Rivages, 1992.
- Liaisons étrangères (Foreign Affairs, 1984), Prix Pulitzer, Paris, Rivages, 1997.
- La Vérité sur Lorin Jones (The Truth About Lorin Jones, 1988) - Prix Femina étranger, Paris, Rivages, 1989.
- Un été à Key West (The Last Resort, 1998), Paris, Rivages, 1998.
- La Vérité et ses conséquences (Truth and Consequences, 2005), Paris, Rivages, 2006.

### Recueil de nouvelles
- Femmes et Fantômes (Women and Ghosts, 1994)

### Ouvrages de littérature d'enfance et de jeunesse
- The Oxford Book of Modern Fairy Tales (1975)
- Le Zoo céleste. Légendes et contes des étoiles (The Heavenly Zoo, 1979)
- Clever Gretchen and Other Forgotten Folktales (1980)
- Des animaux extraordinaires (Fabulous Beasts, 1981)
- The Black Geese (1999)

### Essais
- The Language of Clothes (1981)
- Ne le dites pas aux grands (Don't Tell the Grown-ups: Subversive Children's Literature, 1990)
- Familiar Spirits (2001)
- Il était une fois... et pour toujours (Boys and Girls Forever, 2004)
- The Language of Houses: How Buildings Speak to Us (2014)
- Words and Worlds: From Autobiographies to Zippers (2019)